# Gare de Hashimoto
La gare de Hashimoto (橋本駅, Hashimoto-eki) est une gare ferroviaire de la ville de Sagamihara, dans la préfecture de Kanagawa au Japon. La gare est exploitée par les compagnies JR East et Keiō.

## Situation ferroviaire
La gare de Hashimoto est située au point kilométrique (PK) 33,8 de la ligne Yokohama. Elle marque la fin de les lignes Sagami et Sagamihara.

## Histoire
La gare a été inaugurée le 18 octobre 1908.

## Services aux voyageurs

### Accès et accueil
La gare dispose d'un bâtiment voyageurs, avec guichet, ouvert tous les jours.

### Desserte

#### JR East
- Ligne Yokohama :
  - voies 1 et 2 : direction Machida, Shin-Yokohama et Yokohama
  - voies 3 et 5 : direction Hachiōji
- Ligne Sagami :
  - voies 4 et 5 : direction Ebina et Chigasaki

#### Keiō
- Ligne Sagamihara :
  - voies 1 et 2 : direction Keiō Tama-Center, Chōfu, Sasazuka (interconnexion avec la ligne Shinjuku pour Motoyawata) et Shinjuku